# Manden i Kælderen
Manden i Kælderen er en tysk stumfilm fra 1914 af Joe May.

## Medvirkende
- Ernst Reicher som Stuart Webbs.
- Max Landa som Lord Thomas Rawson.
- Olga Engl som de Lille.
- Alice Hechy som Lady Grace.
- Eduard Rothauser som Eduard Rothauser.